# Jan Huisjes
Jan Huisjes, né le 21 avril 1951 à Hardenberg, est un ancien coureur cycliste néerlandais, qui a été actif entre 1973 et 1978.
Huisjes a été professionnel entre 1977 et 1978. En 1977, il a été champion des Pays-Bas en cyclisme sur piste sur 50 km et en sprint.

## Palmarès sur route
- 1974
  - 3e étape du Tour de RDA
- 1975
  - À travers Gendringen
- 1976
  - 1re étape (b) du Tour de Hollande-Septentrionale (Ronde van Noord-Holland)
  - 6e étape de l'Olympia's Tour
  - 2e du Tour d'Overijssel
- 1977
  - 3e étape du Tour de l'Oise et de la Somme
  - 3e du Daags na de Tour (Ronde van Boxmeer)
- 1978
  - 3e du Crystal Palace Grand Prix
  - 2e du Daags na de Tour (Ronde van Boxmeer)

## Palmarès sur piste

### Championnats nationaux
- Champion des Pays-Bas du 50 kilomètres en 1977
- Champion des Pays-Bas de vitesse en 1977